# Disco de Vladikavkaz

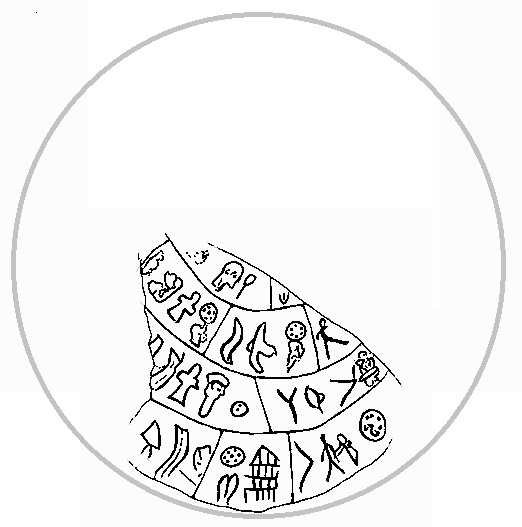
Representación de los símbolos grabados en el fragmento de disco

El disco de Vladikavkaz es un fragmento de un disco de arcilla descubierto en 1992 en la ciudad de Vladikavkaz, en Osetia del Norte-Alania, República de Osetia del Norte-Alania, al sur de la Rusia europea, en el que se grabaron símbolos, posiblemente de una lengua antigua o desconocida.

## Descubrimiento
El disco fue descubierto en diciembre de 1992, en el sótano de una casa de Vladikavkaz construida en 1880. En realidad, se trata de un fragmento de disco, que fue llevado al museo de la República de Osetia del Norte por su anónimo descubridor. Tras permanecer varios años almacenado, fue examinado en 1996 por Vladimir Alexandrovich Kuznetsov, Doctor en Historia y profesor, quien tomó varias fotografías del mismo. Aparentemente poco después el objeto fue considerado una falsificación por el museo y devuelto a su descubridor.
Hecho de arcilla pura, de color marrón claro, la marca de una tabla era todavía visible en el reverso. La forma discoidal se pone de manifiesto por la curvatura del borde del fragmento, que permite restituir un diámetro de 10 cm. El grosor del objeto es de 1,1 cm en el centro, pero se reduce a medida que se acerca al borde hasta 0,5 cm. El fragmento restante mide 5 cm de borde a centro.
Los campos están atravesados por líneas verticales y, por tanto, divididos en sectores en los que se han dibujado de tres a cinco signos. Se supone que se trata de una escritura jeroglífica y, que si así fuera, los sectores se corresponderían con palabras.

### Comparación con el Disco de Festo
El disco de Vladikavkaz se compara a menudo con el disco de Festo, que está dividido en cuatro campos concéntricos, intersecados por líneas verticales, con sectores que contienen signos jeroglíficos. A diferencia del disco de Festo, que está grabado en ambas caras con sellos o moldes para cada signo y un punzón en las separaciones, el disco de Vladikavkaz está grabado a mano en una sola cara con un punzón. Para la investigadora Efi Polighianaki, que fue quien en 1997 lo dio a conocer, no hay duda de que se utilizó el mismo sistema gráfico para ambos discos. Si la autenticidad del disco de Festo se ha cuestionado, la aparición del disco de Vladikavkaz ha vuelto a darle verosimilitud y complejidad por la distancia entre Creta y Vladikavkaz. De acuerdo con algunos autores, su autenticidad supondría una evidencia de contactos directos entre el mundo póntico y la civilización creto-micénica.

### Desaparición del disco de Vladikavkaz
La autenticidad del disco se ha cuestionado sobre todo porque el disco desapareció en 2001 y los estudios del disco sólo pueden hacerse a partir de fotografías.
En 2002 el subdirector del Instituto de Historia y Arqueología de la Universidad Estatal de Osetia del Norte, Nazim Guidjrati, acusó a Kuznetsov de ser él mismo quien habría modelado el fragmento del disco de Vladikavkaz durante una estancia en Bakú y pidió que detuviera su investigación.